# スウェーデン王位継承順位

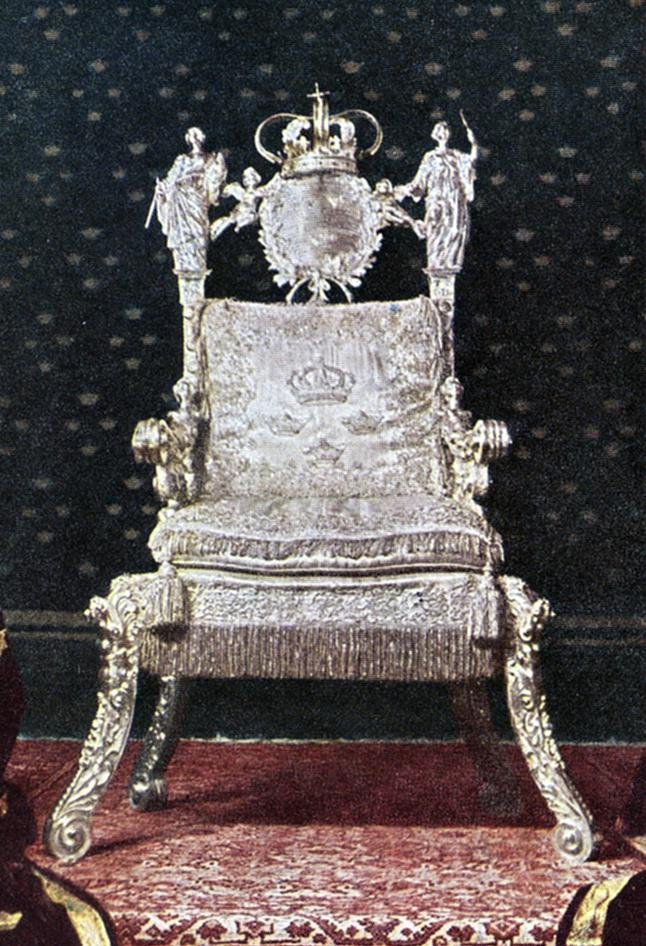
1650年以来スウェーデンの君主が使用してきた銀の玉座

スウェーデンの王位継承順位は、1810年にエレブルーで招集されたリクスダーゲン（国会）と国王カール13世が共同で承認した王位継承法（スウェーデン語: Successionsordningen）に基づいて決定される。
1810年の王位継承法では、王位継承権は男子のみに与えられていた。1979年、リクスダーゲンは、性別に関係なく国王の第一子に法定推定相続人の権利を与える最長子相続制（絶対長子相続制）を導入した。この変更は1980年1月1日に施行され、スウェーデンは最長子相続制を採用する最初の国となった。

## 王位継承順位

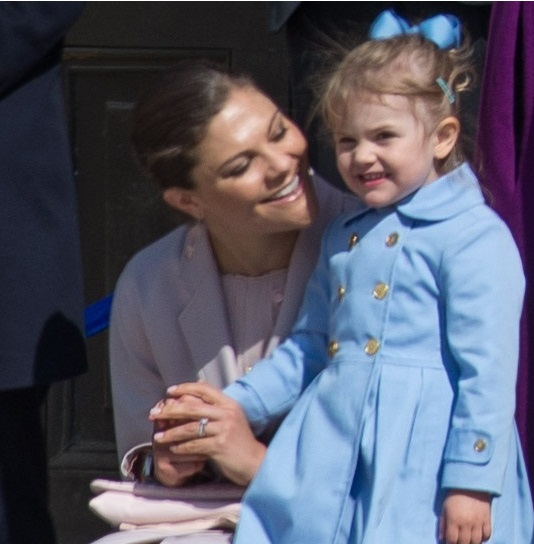
ビクトリア王太子と彼女の娘、エステル王女。王位継承順位は第1位と第2位。

- カール16世グスタフ（1946年生）[4]
  - (1) ヴィクトリア王太子（1977年生）[5]
    - (2) エステルイェートランド公爵エステル王女（2012年生）[7]
    -  (3) スコーネ公爵オスカル王子（2016年生）[8]

  - (4) ヴェルムランド公爵カール・フィリップ王子（1979年生）[9]
    - (5) セーデルマンランド公爵アレクサンダー王子（2016年生）[10]
    - (6) ダーラナ公爵ガブリエル王子（2017年生）[11]
    - (7) ハッランド公爵ユリアン王子（2021年生）
    -  (8) ヴェステルボッテン公爵イネス王女（2025年生）

  -  (9) ヘルシングランドおよびイェストリークランド公爵マデレーン王女（1982年生）[12]
    - (10) ゴットランド公爵レオノール王女（2014年生）[13]
    - (11) オンゲルマンランド公爵ニコラス王子（2015年生）[14]
    - (12) ブレーキンゲ公爵アドリアンネ王女（2018年生）[15]

## 王位継承資格者
王位継承法によれば、現国王カール16世グスタフの嫡出の子孫のみが王位継承権を有する。そのうち、以下のいずれかに該当する者およびその子孫は、王位継承権を喪失する。
- ルーテル教会を棄教した（第4条）[3][16][17]
- スウェーデン政府の同意なしに結婚した（第5条）[3][16][17]
- 君主とリクスダーゲンの同意なしに、選挙、相続または結婚によって他の国の主権者となった（第8条）[3][16][17]